# Сильніше смерті
Сильніше смерті (англ. Stronger Than Death) — американська мелодрама режисера Герберта Блаше 1920 року.

## Сюжет
Сігрід, французька танцівниця з хворим серцем, якій її лікар заборонив танцювати. Але коли її танцювальні навички необхідні, щоб допомогти придушити повстання на Ост-Індському кордоні, вона вирішує танцювати за будь-яку ціну.

## У ролях
- Алла Назімова — Сігрід Ферсен
- Чарльз Браянт — майор Трістан Бойкіколт
- Чарльз К. Френч — полковник Бойкіколт
- Маргарет МакВейд — місіс Бойкіколт
- Герберт Прайор — Джеймс Барклай
- Вілльям Орламонд — преподобний містер Мередіт
- Мілла Девенпорт — місіс Смізерс
- Генрі Гермон
- Дагмар Годовскі